# Festival Internacional de Cine de Venecia de 1984
La 41.ª Mostra de Venecia se celebró del 1 al 11 de septiembre de 1984, bajo la dirección de Gian Luigi Rondi. El acontecimiento más importante de esta edición fue la exhibición, fuera de competición, de Heimat, una película de casi 16 horas dirigida por Edgar Reitz. Fuera de la competición se mostraron trabajos de Steven Spielberg (Indiana Jones y el Templo maldito), Wolfgang Petersen (La historia interminable) y una versión restaurada de Metrópolis, editada y corregida por Giorgio Moroder. El panel retrospectivo estuvo dedicado a Luis Buñuel.

## Jurados
Las siguientes personas fueron seleccionadas para formar parte del jurado de esta edición:
- Michelangelo Antonioni (presidente del jurado)
- Rafael Alberti
- Balthus
- Yevgueni Yevtushenko
- Günter Grass
- Joris Ivens
- Isaac Bashevis Cantante,
- Erica Jong
- Erland Josephson
- Paolo y Vittorio Taviani
- Goffredo Petrassi

## Películas

### Selección oficial

#### En Competición
Las películas siguientes compitieron para el León de Oro:
| Título en español               | Título original                                   | Director(es)                     | País      |
| ------------------------------- | ------------------------------------------------- | -------------------------------- | --------- |
| Sonatine                        | Sonatine                                          | Micheline Lanctôt                | Canadá    |
| Tukuma                          | Tukuma                                            | Palle Kjærulff-Schmidt           | Dinamarca |
| Sangandaan                      | Sangandaan                                        | Mike De Leon                     | Filipinas |
| Angelas Krig                    | Angelas Krig                                      | Eija-Elina Bergholm              | Finlandia |
| Los favoritos de la Luna        | Les favoris de la Lune                            | Otar Iosseliani                  | Francia   |
| El amor por tierra              | L'Amour par terre                                 | Jacques Rivette                  | Francia   |
| El amor ha muerto               | L'Amour à mort                                    | Alain Resnais                    | Francia   |
| Dionysos                        | Dionysos                                          | Jean Rouch                       | Francia   |
| Las noches de la luna llena     | Les Nuits de la pleine lune                       | Éric Rohmer                      | Francia   |
| Greystoke, la leyenda de Tarzán | Greystoke: The Legend of Tarzan, Lord of the Apes | Hugh Hudson                      | EE. UU.   |
| Travesía                        | Paar                                              | Goutam Ghose                     | India     |
| El futuro es mujer              | Il futuro è donna                                 | Marco Ferreri                    | Italia    |
| La neve nel bicchiere           | La neve nel bicchiere                             | Florestano Vancini               | Italia    |
| Uno scandalo perbene            | Uno scandalo perbene                              | Pasquale Festa Campanile         | Italia    |
| Ybris                           | Ybris                                             | Gavino Ledda                     | Italia    |
| La amante de Mussolini          | Claretta                                          | Pasquale Squitieri               | Italia    |
| El año del sol tranquilo        | Rok spokojnego slonca                             | Krzysztof Zanussi                | Polonia   |
| The Annunciation                | Angyali udvozlet                                  | Andràs Jeles                     | Hungría   |
| Bereg                           | Bereg                                             | Aleksandr Álov y Vladimir Naumov | URSS      |
| Ninguem duas vezes              | Ninguem duas vezes                                | Jorge Silva Melo                 | Portugal  |
| Der Spiegel                     | Der Spiegel                                       | Erden Kiral                      | Turquía   |
| Los amantes de María            | Maria's Lovers                                    | Andréi Konchalovski              | EE. UU.   |
| Los zancos                      | Los zancos                                        | Carlos Saura                     | España    |

### Fuera de concurso
Las películas siguientes fueron seleccionadas para ser exhibidas como fuera de concurso:
| Título en español        | Título original             | Director(es)        | País           |
| ------------------------ | --------------------------- | ------------------- | -------------- |
| Carmen de Bizet          | Carmen de Bizet             | Francesco Rosi      | Francia        |
| Cristóbal Colón          | Cristóbal Colón             | Alberto Lattuada    | Italia         |
| Corazón                  | Cuore                       | Luigi Comencini     | Italia         |
| Detskiy sad              | Detskiy sad                 | Yevgeny Yevtushenko | URSS           |
| Heimat                   | Heimat                      | Edgar Reitz         | RFA            |
| Caos                     | Kaos                        | Hermanos Taviani    | Italia         |
| Érase una vez en América | Once Upon a Time in America | Sergio Leone        | Estados Unidos |

### Eventos especiales
Las películas siguientes fueron seleccionadas para ser exhibidas como eventos especiales:
| Título en español                    | Título original                      | Director(es)                     | País      |
| ------------------------------------ | ------------------------------------ | -------------------------------- | --------- |
| A Ilha de Moraes                     | A Ilha de Moraes                     | Paulo Rocha                      | Portugal  |
| Las banderas del amanecer            | Las banderas del amanecer            | Jorge Sanjinés, Beatriz Palacios | Bolivia   |
| Los chicos de la guerra              | Los chicos de la guerra              | Bebe Kamin                       | Argentina |
| Notre nazi                           | Notre nazi                           | Robert Kramer                    | Francia   |
| Rafael Alberti, un retrato del poeta | Rafael Alberti, un retrato del poeta | Fernando Birri                   | Italia    |
| Wundkanal                            | Wundkanal                            | Thomas Harlan                    | RFA       |

### Venezia Genti
| Título en español                 | Título original                   | Director(es)                 | País      |
| --------------------------------- | --------------------------------- | ---------------------------- | --------- |
| Amour Rue De Lappe                | Amour Rue De Lappe                | Denis Gheerbrant             | Francia   |
| Caméra d'Afrique                  | Caméra d'Afrique                  | Férid Boughedir              | Francia   |
| Caractères chinois                | Caractères chinois                | Antoine Fournier             | Francia   |
| Le certificat d'indigence (corto) | Le certificat d'indigence (corto) | Moussa Bathily               | Francia   |
| Prélude pour un théâtre des dieux | Prélude pour un théâtre des dieux | Jacques Oger, Milena Salvini | Francia   |
| Samba da Criação do Mundo         | Samba da Criação do Mundo         | Vera de Figueiredo           | Brasil    |
| Solitaire à micro ouvert          | Solitaire à micro ouvert          | Julius-Amédé Laou            | Italia    |
| Transes                           | Transes                           | Ahmed El Maanouni            | Marruecos |
| Un homme est un homme             | Un homme est un homme             | Joseph Akouissone            | Francia   |

### Venezia TV
| Título original       | Director(es)         | País        |
| --------------------- | -------------------- | ----------- |
| Blaubart              | Krzysztof Zanussi    | Polonia     |
| Charles and Lucie     | Nelly Kaplan         | Francia     |
| El balcón abierto     | Jaime Camino         | España      |
| Eva e Dio             | Matteo Bellinelli    | Italia      |
| Illusione             | Jerko Victor Tognola | Suiza       |
| Laughterhouse         | Richard Eyre         | Reino Unido |
| Nucleo zero           | Carlo Lizzani        | Italia      |
| Sogni e bisogni       | Sergio Citti         | Italia      |
| Un caso d'incoscienza | Emidio Greco         | Italia      |
| Un delitto            | Salvatore Nocita     | Italia      |

### Venezia De Sica
| Título original       | Director(es)                         |
| --------------------- | ------------------------------------ |
| Chewingum             | Biagio Proietti                      |
| Chi mi aiuta...?      | Valerio Zecca                        |
| Il mistero del morca  | Marco Mattolini                      |
| Il ragazzo di Ebalus  | Giuseppe Schito                      |
| In punta di piedi     | Giampiero Mele                       |
| L'inceneritore        | Pier Francesco Boscaro dagli Ambrosi |
| Pianoforte            | Francesca Comencini                  |
| Pirata! Cult Movie    | Paolo Ricagno                        |
| Signore e signori     | Tonino Pulci                         |
| Spiaccichiccicaticelo | Leone Creti                          |
| Una notte di pioggia  | Romeo Costantini                     |

## Secciones independientes

### Semana de la crítica Internacional
Las películas siguientes fueron seleccionadas para la 2.ª Semana Internacional de la Crítica del Festival de Cine de Venecia:
| Título en España         | Título original          | Director(es)        | País        |
| ------------------------ | ------------------------ | ------------------- | ----------- |
| Végtelen utazás          | Végtelen utazás          | János Vészi         | Hungría     |
| Jukkai no mosukîto       | Jukkai no mosukîto       | Yôichi Sai          | Japón       |
| Detrás de los muros      | Me'Ahorei Hasoragim      | Uri Barbash         | Israel      |
| O pokojniku sve najlepse | O pokojniku sve najlepse | Predrag Antonijevic | Yugoslavia  |
| Strikebound              | Strikebound              | Richard Lowenstein  | Reino Unido |
| Unerreichbare Nähe       | Unerreichbare Nähe       | Dagmar Hirtz        | RFA         |
| Wildrose                 | Wildrose                 | John Hanson         | EE. UU.     |

## Retrospectivas
Venezia Ieri - Retrospettiva Luis Buñuel
- Un perro andaluz (Un chien andalou, 1929).[9]
- La edad de oro (L'âge d'or, 1930).[10]
- Las Hurdes, tierra sin pan (Las Hurdes, 1933).
- Gran Casino (En el viejo Tampico, 1947).
- El gran Calavera (1949).
- Los olvidados (1950).
- Susana (Demonio y carne, 1951).
- La hija del engaño (1951).
- Una mujer sin amor (Cuando los hijos nos juzgan, 1952).
- Subida al cielo (1952).
- El bruto (1953).
- Él (1953).
- La ilusión viaja en tranvía (1954).
- Abismos de pasión (1954).
- Robinson Crusoe (realizada en 1952 y registrada en 1954).
- Ensayo de un crimen (La vida criminal de Archibaldo de la Cruz, 1955).
- El río y la muerte (1954-1955).
- Así es la aurora (Cela s'appelle l'aurore, 1956).
- La muerte en el jardín (La muerte en este jardín, La mort en ce jardin, 1956).
- Nazarín (1958-1959).
- Los ambiciosos (La fiebre sube a El Pao, La fièvre monte a El Pao, 1959).
- La joven (The Young One, 1960).
- Viridiana (1961).
- El ángel exterminador (1962).
- Diario de una camarera (Le journal d'une femme de chambre, 1964).
- Simón del desierto (1964-1965).
- Belle de jour (Bella de día, 1966-1967).
- La Vía Láctea (La Voie Lactée, 1969).
- Tristana (1970).
- El discreto encanto de la burguesía (Le charme discret de la bourgeoisie, 1972).
- El fantasma de la libertad (Le fantôme de la liberté, 1974).
- Ese oscuro objeto del deseo (Cet obscur objet du désir, 1977).

## Premios

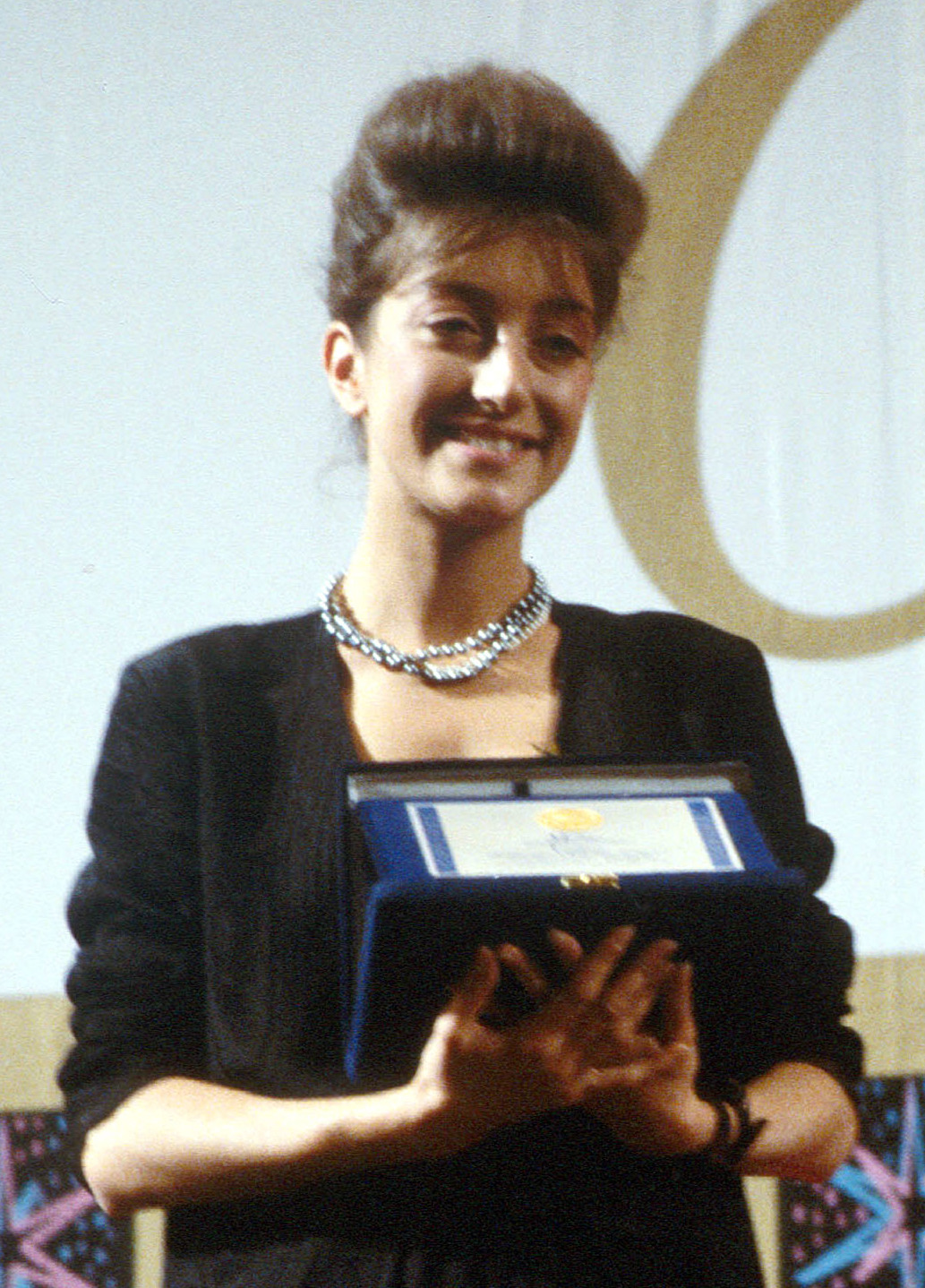
Pascale Ogier, Coppa Volpi a la mejor actriz de 1984

### Premios oficiales[11]
- León de Oro: El año del sol tranquilo de Krzysztof Zanussi
- Premio de Jurado especial: Los favoritos de la Luna de Otar Iosseliani
- Copa Volpi a la mejor interpretación: 
  - Mejor Actor - Naseeruddin Shah por Travesía
  - Mejor actriz- Pascale Ogier por Las noches de la luna llena
- Premio especial por los valores técnicos: Noi tre de Pupa Avati
- Premio a la mejor ópera prima: Sonatine de Micheline Lanctôt

### Premios paralelos
- Premio Pasinetti: 
  - Mejor película - El año del sol tranquilo de Krzysztof Zanussi
  - Mejor Actor - Fernando Fernán Gómez por Los zancos
  - Mejor actriz- Claudia Cardinale por La amante de Mussolini
- Premio FIPRESCI: Heimat de Edgar Reitz
- Premio de a UNESCO:  
  - Corazón de  Luigi Comencini
  - Travesía de Goutam Ghose
- Premio OCIC: Los favoritos de la Luna de Otar Iosseliani

Mención especial: La neve nel bicchiere de Florestano Vancini y Sonatine de Micheline Lanctôt
- Premio UNICEF: El año del sol tranquilo de Krzysztof Zanussi
- Premio De Sica: Pianoforte de Francesca Comencini